# Premio al Largo Servicio en la Policía
El Premio al Largo Servicio en la Policía (en alemán: Polizei-Dienstauszeichnung) fue una medalla otorgada por el largo servicio a miembros activos de la Policía alemana durante la era de la Alemania nazi como un premio político. El profesor Richard Klein diseñó los premios, que variaron ligeramente en el diseño dependiendo de la duración del servicio del destinatario.

## Historia
El 30 de enero de 1938, Adolf Hitler ordenó la institución de un premio para los miembros de la fuerza policial que cumplieran con los requisitos según la duración del servicio. El premio se otorgó en tres grados a hombres que habían servido durante ocho, dieciocho y veinticinco años. El diseño de las tres medallas tenía la insignia de la policía, que consistía en un emblema nacional de águila rodeado por una corona de flores, en el lado anverso. Los tres premios fueron adornados con la inscripción Für treue Dienste in der Polizei ("Por un servicio fiel en la policía") en el reverso. El 12 de agosto de 1944, se autorizó un grado superior por 40 años de servicio. Tenía que ser en forma de una barra de metal dorada con el número 40 con hojas de roble, que se colocaría en la cinta del premio de veinticinco años. No hay registro de que se haya otorgado antes del final de la Segunda Guerra Mundial en Europa.
Para acceder a la medalla, una persona tenía que ser miembro activo de la policía o "administrador" en el servicio policial. El tiempo de servicio militar también podría aplicarse al tiempo total del servicio necesario para el premio.
El Partido Nazi y las Schutzstaffel (SS) tuvieron un premio de servicio similar. El Premio al Largo Servicio del Partido Nazi se otorgó en diez, quince y veinticinco años. El Premio al Largo Servicio en las SS se otorgó en los grados cuatro, ocho, doce y veinticinco años. El premio de las fuerzas armadas alemanas, conocido como el Premio al largo servicio Wehrmacht, se otorgó por cuatro años (cuarta clase), doce años (tercera clase), 18 años (segunda clase), 25 años (primera clase) y 40 años (1939 clase especial).

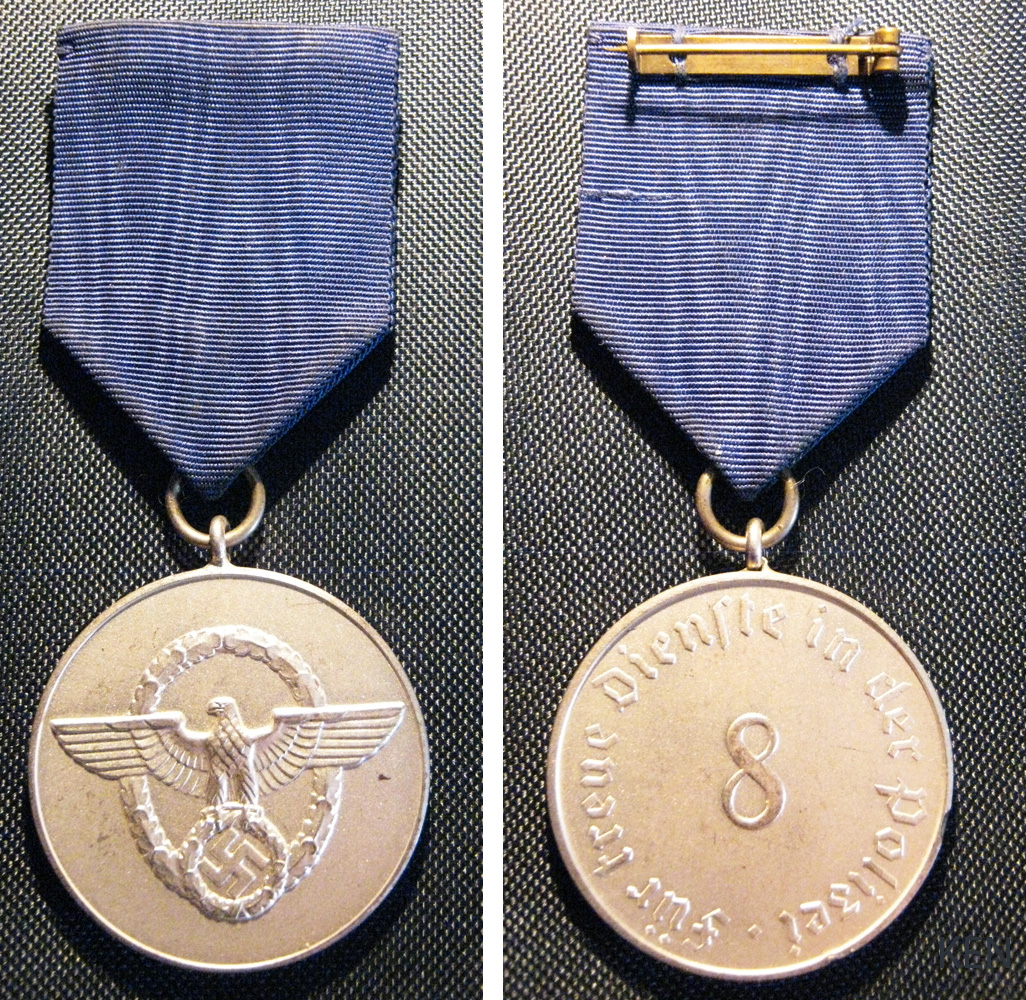
Medalla de plata a los 8 años.

## Premio a los 8 años
El premio a los ocho años de servicio fue la medalla de plata de tercera clase. Era una medalla redonda de 38 milímetros suspendida de una cinta azul aciano de 35 milímetros de ancho. La parte delantera tenía la insignia de la policía; el reverso tenía un número 8 rodeado por la inscripción Für treue Dienste in der Polizei con letras en relieve.

## Premio a los 18 años
La cruz de servicio de plata de dieciocho años fue el premio de segunda clase. El diseño era una cruz de cuatro puntas de color gris plateado (Ordenskreuz) que medía 43 milímetros suspendida de una cinta azul aciano con una insignia policial tejida. La cinta variaba en anchura; algunas tenían 37 milímetros y otras medían 51 milímetros. El anverso de la medalla llevaba la insignia policial de un emblema nacional de águila rodeado por una corona de flores. El reverso fue inscrito con Für treue Dienste in der Polizei con letras en relieve.

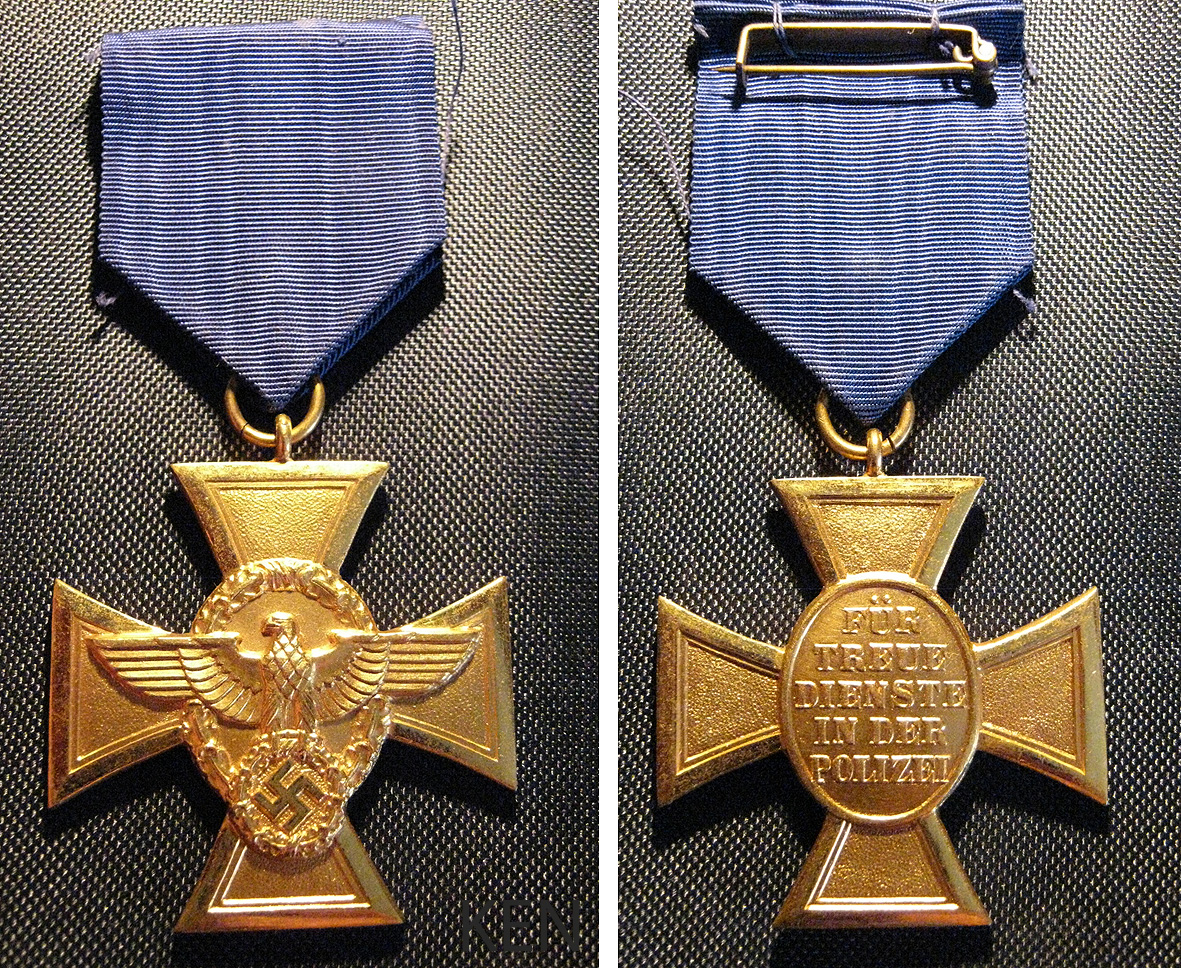
Cruz de oro a los 25 años de servicio.

## Premio a los 25 años
La cruz de servicio de oro de veinticinco años fue el premio de primera clase. Era del mismo diseño que el premio de segunda clase, pero la cruz de cuatro puntas (Ordenskreuz) era de oro en lugar de plata. Las medallas de 18 y 25 años tenían una caja de presentación similar: una caja con bisagras con un exterior de cuero simulado verde, pero con diferentes interiores. La parte superior del estuche tenía el número 18 o el 25 en relieve. La tapa superior interior de la caja era de satén blanco y la parte inferior era de terciopelo.